# MC-Hár
MC-Hár é uma banda feroesa de rock experimental formada em 1991.

## Integrantes
- Rókur Jákupson Jakobsen – vocal e guitarra
- Niels Uni Dam – vocal
- Jens Virgar Jakobsen – guitarra e vocal
- Jónas Bloch Danielsen – guitarra
- Tróndur Bogason – teclado e vocal
- Heri Reynheim – baixo
- Rani Hammershaimb Christiansen – bateria